# 里沃利城堡

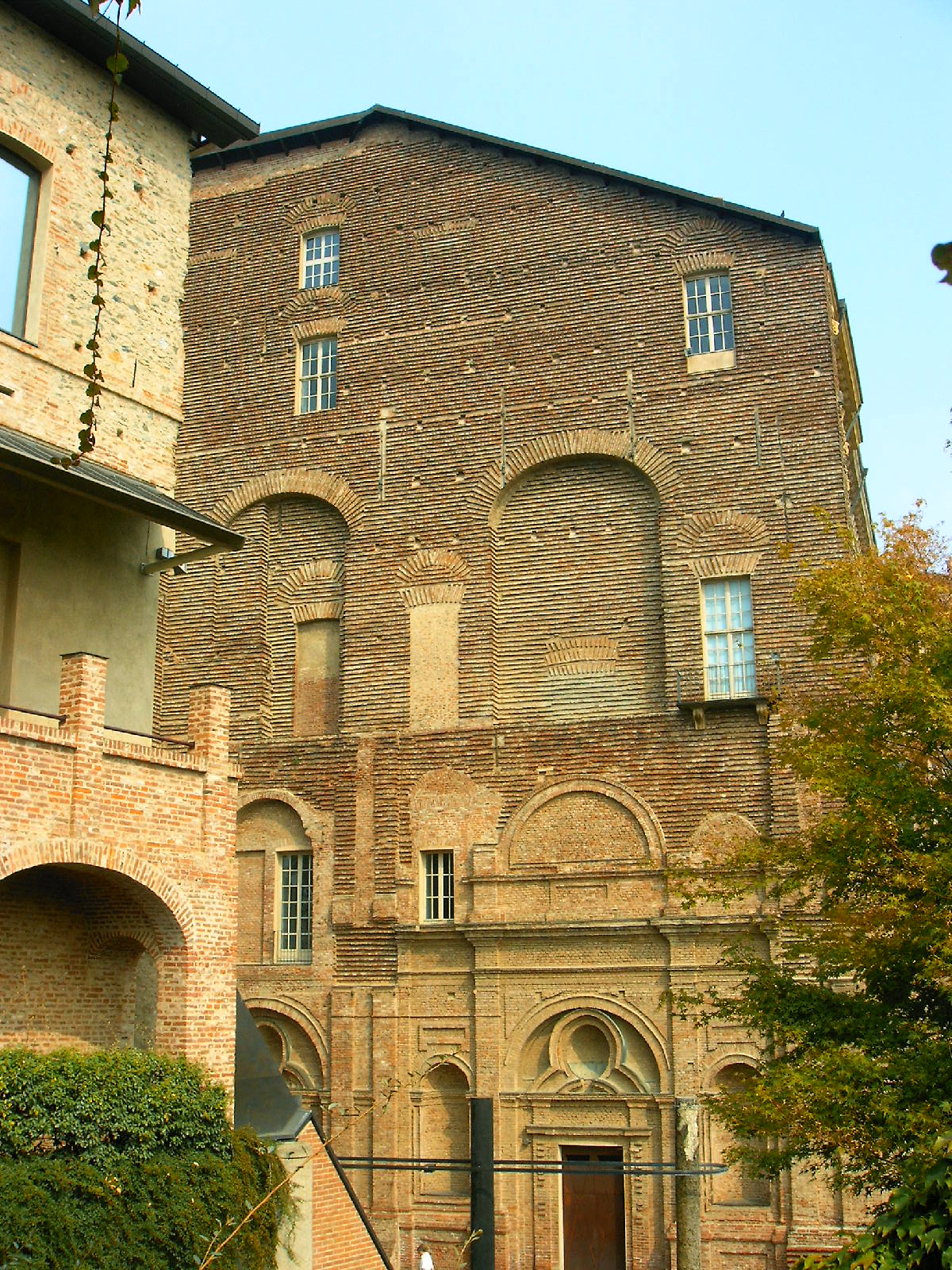
里沃利城堡

里沃利城堡（義大利語：Castello di Rivoli）是位於意大利西北部里沃利的一座城堡建築。利沃利城堡是薩伏依王室居所之一，在1997年被列入世界文化遺產名單名單。利沃利城堡可能修建於9至10世紀時期。

## 外部連結
- Official website （页面存档备份，存于） （英文） （意大利文）

45°04′12″N 7°30′37″E / 45.070028°N 7.51025°E